# بچه گربه مارپیچی
بچه گربه مارپیچی یا هلیکس کیتن (به انگلیسی: Helix Kitten) (که توسط فایرآی، اویلریگ با نام آپی‌تی۳۴ (APT34) نیز شناخته می‌شود) یک گروه هکر است که توسط کرود استریک (en:CrowdStrike) به عنوان ایرانی شناخته شده‌است.

## تاریخچه
بنا به گزارش‌ها این گروه از حداقل سال ۲۰۱۴ فعال بوده‌است. به گفتهٔ جان هالت‌کویست، این سازمان بسیاری از اهداف مشابه تهدید مداوم پیشرفته ۳۳ را هدف قرار داده‌است.
در آوریل ۲۰۱۹، کد منبع ابزار جاسوسی سایبری APT34 از طریق تلگرام لو رفت.

## اهداف
گزارش شده‌است که این گروه سازمان‌ها را در صنایع مالی، انرژی، مخابرات، ارتباطات از راه دور و صنایع شیمیایی و همچنین سیستم‌های زیرساختی مهم هدف قرار داده‌است.

## فنون
بنا به گزارش APT34 از ماکروهای مایکروسافت اکسل، بهره‌برداری‌های مبتنی بر پاورشل، جستجوی فراگیر و مهندسی اجتماعی برای دستیابی به اهداف خود استفاده می‌کند.